# Vernonia chunii
Vernonia chunii là một loài thực vật có hoa trong họ Cúc. Loài này được C.C.Chang miêu tả khoa học đầu tiên năm 1937.